# Twitch
Twitch is een Amerikaanse livestreamingservice voor video's die zich richt op videogames, inclusief uitzendingen van e-sport-wedstrijden, naast het aanbieden van muziekuitzendingen, creatieve inhoud en "in real life" streams. Twitch wordt beheerd door Twitch Interactive, een dochteronderneming van Amazon.com, Inc. Het werd in juni 2011 geïntroduceerd als een spin-off van het algemene streamingplatform Justin.tv. Inhoud op de site kan zowel live als via video-on-demand worden bekeken. De games die worden getoond op Twitch's startpagina worden weergegeven op basis van de voorkeur van het publiek en omvatten genres zoals real-time strategiespellen, vechtspellen, racegames en first-person shooters.
De populariteit van Twitch overschaduwde die van zijn tegenhanger van algemeen belang. In oktober 2013 had de website 45 miljoen unieke kijkers, en in februari 2014 werd het beschouwd als de op drie na grootste bron van piekinternetverkeer in de Verenigde Staten. Tegelijkertijd werd het moederbedrijf van Justin.tv omgedoopt tot Twitch Interactive om de verschuiving in focus weer te geven – Justin.tv werd in augustus 2014 gesloten. Die maand werd de dienst overgenomen door Amazon voor US$ 970 miljoen, wat later leidde tot de introductie van synergieën met de abonnementsdienst Amazon Prime van het bedrijf. Twitch verwierf Curse LLC in 2016, een exploitant van online videogamegemeenschappen en introduceerde middelen om games te kopen via links op streams, samen met een programma waarmee streamers commissies kunnen ontvangen over de verkoop van games die ze spelen.
In 2015 had Twitch meer dan 100 miljoen kijkers per maand. In 2017 bleef Twitch de leidende live streaming-videoservice voor videogames in de VS en had het een voordeel ten opzichte van YouTube Gaming, dat zijn zelfstandige app in mei 2019 stopte. Vanaf februari 2020, had het maandelijks 3 miljoen omroepen en 15 miljoen dagelijkse actieve gebruikers, met gemiddeld 1,4 miljoen gelijktijdige gebruikers. Vanaf 2018 had Twitch had meer dan 27.000 partnerkanalen.

## Geschiedenis

### Oprichting en initiële groei (2007-2013)
Toen Justin.tv in 2007 werd gelanceerd door Justin Kan en Emmett Shear, was de site onderverdeeld in verschillende inhoudscategorieën. De gamecategorie groeide bijzonder snel en werd de meest populaire inhoud op de site. In juni 2011 besloot het bedrijf de game-inhoud af te spelen als TwitchTV, geïnspireerd door de term twitch-gameplay. Het werd officieel gelanceerd in een openbare bèta op 6 juni 2011. Sindsdien heeft Twitch meer dan 35 miljoen unieke bezoekers per maand getrokken. Twitch had in juni 2013 ongeveer 80 werknemers, wat in december 2013 was gestegen tot 100. Het hoofdkantoor van het bedrijf was gevestigd in het financiële district van San Francisco.
Twitch werd ondersteund door aanzienlijke investeringen van risicokapitaal, met US$15 miljoen in 2012 (bovenop de US$7 miljoen die oorspronkelijk was opgehaald voor Justin.tv), en US$20 miljoen in 2013. Investeerders tijdens fondsenwerving waren onder meer Draper Associates, Bessemer Venture Partners en Thrive Capital. Naast de instroom van durfkapitaal, werd in 2013 aangenomen dat het bedrijf winstgevend was geworden.
Vooral sinds de sluiting van zijn directe concurrent Own3d.tv begin 2013, is Twitch met een ruime marge de populairste e-sports-streamingdienst geworden, waardoor sommigen concludeerden dat de website een "bijna-monopolie op de markt" heeft. Concurrerende videoservices, zoals YouTube en Dailymotion, begonnen de bekendheid van hun gaming-inhoud te vergroten om te kunnen concurreren, maar hebben tot nu toe een veel kleinere impact gehad. Halverwege 2013 waren er maandelijks meer dan 43 miljoen kijkers op Twitch, waarbij de gemiddelde kijker anderhalf uur per dag kijkt. In februari 2014 was Twitch de op drie na grootste bron van internetverkeer tijdens piekmomenten in de Verenigde Staten, achter Netflix, Google en Apple. Twitch was goed voor 1,8% van het totale Amerikaanse internetverkeer tijdens piekperiodes.
Eind 2013 had Twitch, met name vanwege het toenemende aantal kijkers, problemen met vertraging en lage framesnelheden in Europa. Twitch heeft vervolgens nieuwe servers in de regio toegevoegd. Ook om deze problemen aan te pakken, implementeerde Twitch een nieuw videosysteem dat efficiënter bleek te zijn dan het vorige systeem. Aanvankelijk werd het nieuwe videosysteem bekritiseerd door gebruikers omdat het een aanzienlijke streamvertraging veroorzaakte, waardoor de interactie tussen zender en kijker werd verstoord. Twitch-medewerkers zeiden dat de toegenomen vertraging waarschijnlijk tijdelijk was en op dat moment een acceptabele afweging was voor de afname van buffering.

### Groei, speculatie over YouTube-acquisitie (2014)
Op 10 februari 2014 werd het moederbedrijf van Twitch (Justin.tv, Inc.) omgedoopt tot Twitch Interactive, een weerspiegeling van de toegenomen bekendheid van de dienst boven Justin.tv als de belangrijkste activiteit van het bedrijf. Diezelfde maand ging een stream die bekend staat als Twitch Plays Pokémon, een crowdsourced poging om Pokémon Red te spelen met behulp van een systeem dat chatopdrachten vertaalt naar spelbesturing, viraal. Op 17 februari bereikte het kanaal in totaal meer dan 6,5 miljoen weergaven en gemiddeld gelijktijdige kijkers tussen de 60 en 70 duizend kijkers met ten minste 10% deelname. Vice-president marketing Matthew DiPietro prees de stream als "nog een voorbeeld van hoe videogames een platform voor entertainment en creativiteit zijn geworden dat VEEL verder gaat dan de oorspronkelijke bedoeling van de maker van het spel. Door een videogame, live video en een participatieve ervaring samen te voegen, heeft de omroep een entertainmenthybride gecreëerd die op maat is gemaakt voor de Twitch-community. Dit is een prachtige proof of concept waar we in de toekomst meer van hopen te zien." Vanaf de editie van 2014 werd Twitch het officiële livestreamingplatform van de Electronic Entertainment Expo.
Op 18 mei 2014 meldde Variety voor het eerst dat Google een voorlopige deal had bereikt om Twitch via zijn YouTube- dochteronderneming over te nemen voor ongeveer US$1 miljard.
Op 5 augustus 2014 stopte de oorspronkelijke Justin.tv-site plotseling met werken, daarbij verwijzend naar de noodzaak om de middelen volledig op Twitch te richten. Op 6 augustus 2014 introduceerde Twitch een bijgewerkt archiefsysteem, met multi-platform toegang tot hoogtepunten van eerdere uitzendingen per kanaal, video van hogere kwaliteit, meer serverback-ups en een nieuwe Video Manager-interface voor het beheren van eerdere uitzendingen en het samenstellen van "hoogtepunten" van uitzendingen die ook kunnen worden geëxporteerd naar YouTube. Vanwege technologische beperkingen en resourcevereisten bevatte het nieuwe systeem verschillende regressies; de mogelijkheid om volledige uitzendingen voor onbepaalde tijd te archiveren ("save forever") is verwijderd, wat betekent dat ze maximaal 14 dagen kunnen worden bewaard, of 60 voor partners en Turbo-abonnees. Hoewel gecompileerde hoogtepunten voor onbepaalde tijd kunnen worden gearchiveerd, waren ze beperkt tot twee uur. Daarnaast introduceerde Twitch een copyright-vingerafdruksysteem dat audio in gearchiveerde clips dempt als het een auteursrechtelijk beschermd nummer in de stream detecteert.

### Dochteronderneming van Amazon (2014-heden)

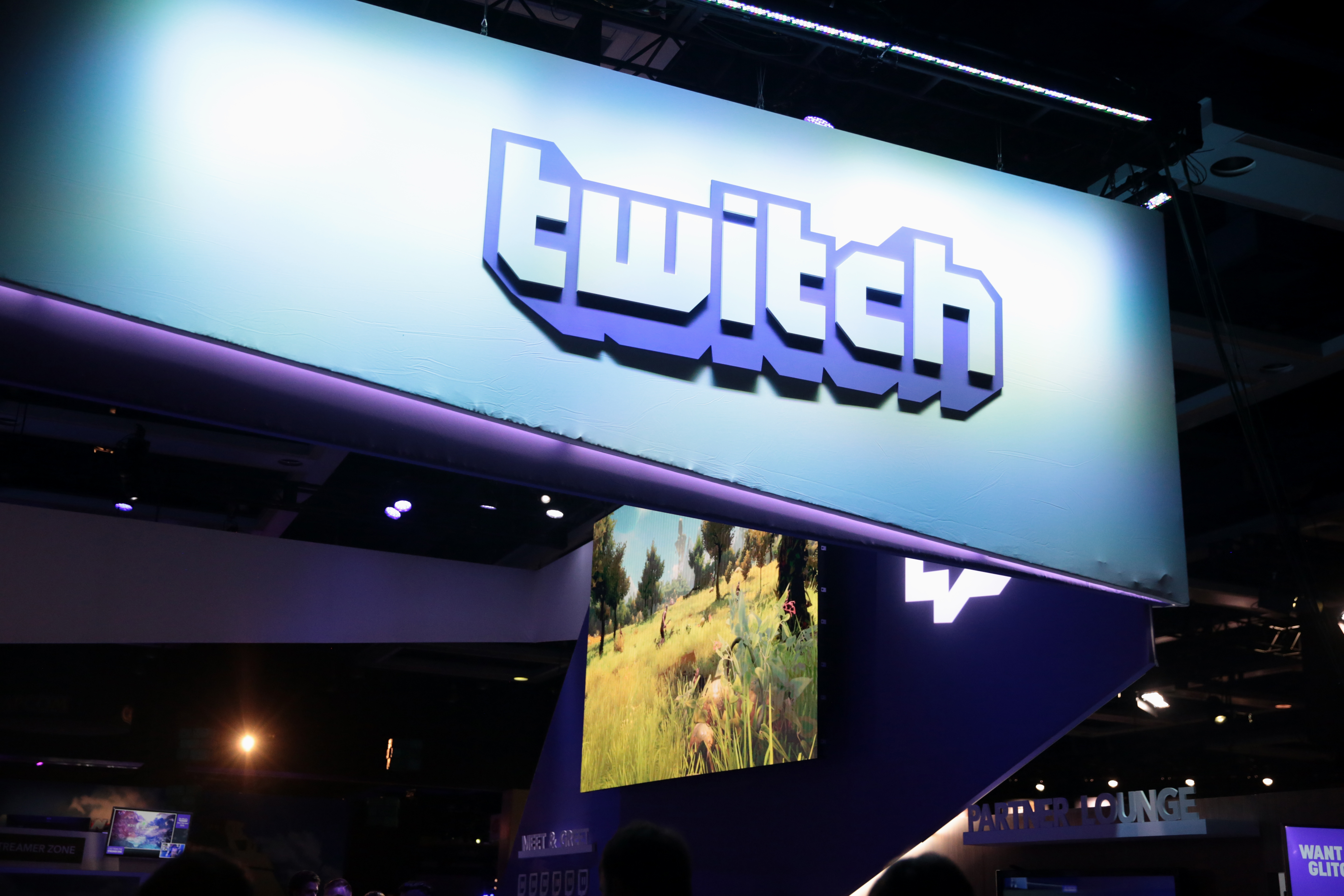
Twitch-stand op PAX West 2018

Op 25 augustus 2014 verwierf Amazon Twitch Interactive voor US$970 miljoen in contanten. Bronnen meldden dat de geruchtendeal met Google was mislukt en Amazon in staat stelde het bod uit te brengen, waarbij Forbes meldde dat Google zich had teruggetrokken uit de deal vanwege mogelijke antitrustkwesties eromheen en het bestaande eigendom van YouTube. De overname werd op 25 september 2014 afgerond. Take-Two Interactive, dat op het moment van de overname een belang van 2% bezat, verdiende een meevaller van $ 22 miljoen.
Onder Amazon ging Shear verder als chief executive officer van Twitch Interactive, met Sara Clemens toegevoegd aan het executive team als chief operating officer in januari 2018. Shear prees het Amazon Web Services- platform als een "aantrekkelijk" aspect van de deal, en dat Amazon "relaties had opgebouwd met de grote spelers in de media", die in het voordeel van de service konden worden gebruikt, met name op het gebied van contentlicenties. De aankoop van Twitch markeerde de derde recente op videogaming gerichte acquisitie door Amazon, dat eerder de ontwikkelaars Reflexive Entertainment en Double Helix Games had overgenomen.
Op 9 december 2014 kondigde Twitch aan dat het GoodGame Agency had overgenomen, een organisatie die eigenaar is van de esports- teams Evil Geniuses en Alliance. In maart 2015 heeft Twitch alle gebruikerswachtwoorden opnieuw ingesteld en alle verbindingen met externe Twitter- en YouTube-accounts uitgeschakeld nadat de dienst had gemeld dat iemand "ongeoorloofde toegang" had gekregen tot de gebruikersinformatie van sommige Twitch-gebruikers.
In juni 2016 voegde Twitch een nieuwe functie toe die bekend staat als "Cheering", een speciale vorm van emoticon die wordt gekocht als een microtransactie met behulp van een in-site valuta die bekend staat als "Bits". Bits worden gekocht met Amazon Payments en gejuich fungeert als donatie aan het kanaal. Gebruikers verdienen ook badges binnen een kanaal op basis van hoeveel ze hebben gejuicht.
Op 16 augustus 2016 nam Twitch Curse LLC over, een exploitant van online videogamegemeenschappen en op gaming gerichte VoIP-software. In december 2016 werd GoodGame Agency door Amazon afgestoten aan hun respectievelijke leden vanwege belangenverstrengeling. Op 30 september 2016 kondigde Twitch Twitch Prime aan, een service die premiumfuncties biedt die exclusief zijn voor gebruikers met een actief Amazon Prime- abonnement. Dit omvatte reclamevrije streaming, maandelijkse aanbiedingen van gratis add-on-inhoud ("Game Loot") en gamekortingen. Games die bij de buitbeloningen van het spel werden geleverd, waren Apex Legends, Legends of Runeterra, FIFA Ultimate Team, Teamfight Tactics, Mobile Legends: Bang Bang, Doom Eternal en meer.
In december 2016 kondigde Twitch een semi-automatische tool voor chatmoderatie aan, dat natuurlijke taalverwerking en machine learning gebruikt om mogelijk ongewenste inhoud opzij te zetten voor menselijke beoordeling. In februari 2017 kondigde Twitch de Twitch Game Store aan, een digitaal distributieplatform dat digitale aankopen van games binnen de browse-interface van de site zou blootleggen. Bij het streamen van games die beschikbaar zijn in de winkel, kunnen partnerkanalen een verwijzingslink weergeven om de game te kopen en een commissie van 5% ontvangen. Gebruikers ontvingen ook een "Twitch Crate" bij elke aankoop, inclusief Bits en een verzameling willekeurige chat-emotes.
In augustus 2017 kondigde Twitch aan dat het video-indexeringsplatform ClipMine had overgenomen.
Op 20 augustus 2018 kondigde Twitch aan dat het niet langer advertentievrije toegang tot de volledige service zal bieden aan Amazon Prime-abonnees, waarbij voor dit voorrecht het afzonderlijke "Twitch Turbo"-abonnement of een individueel kanaalabonnement vereist is. Dit privilege is beëindigd voor nieuwe klanten met ingang van 14 september 2018 en voor bestaande klanten in oktober 2018. In oktober 2018 kondigde Twitch Amazon Blacksmith aan, een nieuwe extensie waarmee omroepen weergaven van producten die aan hun streams zijn gekoppeld, kunnen configureren met Amazon-gelieerde links. Op 27 november 2018 stopte Twitch met de Game Store-service, daarbij verwijzend naar het feit dat het niet zoveel extra inkomsten genereerde voor partners als ze hadden gehoopt, en nieuwe inkomstenmogelijkheden zoals Amazon Blacksmith. Gebruikers behouden toegang tot hun gekochte games.
Twitch verwierf in september 2019 de Internet Games Database (IGDb), een door gebruikers aangestuurde website die qua functionaliteit vergelijkbaar is met Internet Movie Database (IMDb) om details van videogames te catalogiseren. Twitch is van plan de databaseservice te gebruiken om zijn eigen interne zoekfuncties te verbeteren en gebruikers te helpen games te vinden waarin ze geïnteresseerd zijn. Op 26 september 2019 onthulde Twitch een nieuw logo en een bijgewerkt site-ontwerp. Het ontwerp gaat vergezeld van een nieuwe advertentiecampagne, "Je bent al een van ons", die de communityleden van het platform zal promoten. Twitch begon in december 2019 met het ondertekenen van exclusiviteitsovereenkomsten met spraakmakende streamers
Twitch introduceerde in mei 2020 een veiligheidsadviesraad, bestaande uit streamers, academici en denktanks, met als doel richtlijnen te ontwikkelen voor moderatie, de balans tussen werk en privéleven en het beschermen van de belangen van gemarginaliseerde gemeenschappen voor het platform. De aankondiging leidde tot controverse en CEO Emmett Shear verduidelijkte later dat de rol van de raad puur adviserend was. In augustus 2020 werd Twitch Prime omgedoopt tot Prime Gaming, waardoor het nauwer werd afgestemd op de Amazon Prime-servicefamilie.
In mei 2021 kondigde Twitch aan dat het meer dan 350 nieuwe tags zou introduceren om streams te categoriseren, waaronder fijnere tags voor genderidentiteit, seksuele identiteit en handicaps, evenals tags voor andere soorten thema's (zoals virtuele streamers). De handicap- en LGBT-georiënteerde tags zijn ontwikkeld in overleg met de liefdadigheidsinstellingen voor videogames AbleGamers en SpecialEffect, en de LGBT-organisaties GLAAD en The Trevor Project.
Op 6 oktober 2021 lekte een anonieme hacker naar verluidt "het geheel" van Twitch, inclusief de broncode van de Twitch-client en API's, en details van de uitbetalingen aan bijna 2,4 miljoen streamers sinds augustus 2019. De gebruiker plaatste een torrent-link van 128 GB op 4chan en zei dat het lek, dat de broncode van bijna 6.000 interne Git- repositories bevat, ook "deel één" is van een grotere release. Het lek bevatte ook details over plannen voor een digitale winkel onder de codenaam "Vapor", bedoeld als concurrent van Steam, samen met details over de betaling die streamers ontvangen voor hun werk op Twitch. Twitch bevestigde dat ze een datalek hadden opgelopen dat ze toeschreven aan een verkeerde configuratie van de server die werd gebruikt door een "kwaadwillende derde partij". Hoewel Twitch geen indicatie vond van inloggegevens of creditcardgegevens die bij de inbreuk waren buitgemaakt, heeft het bedrijf uit voorzorg alle streamsleutels gereset.
Op 23 augustus 2022 kondigde Twitch aan dat het zijn exclusiviteitsovereenkomst niet langer zou handhaven, waardoor Twitch-streamers kunnen livestreamen op andere streamingplatforms. In de aankondiging werd opgemerkt dat simulcasting op Twitch en andere "Twitch-achtige" streamingplatforms nog steeds verboden was; er werd echter een uitzondering op de simulcasting-beperking toegepast op streamingplatforms in korte vorm, zoals Instagram en TikTok. Ondanks de specifieke vermelding van beperkingen op simulcasting, merkten voormalige Twitch-medewerkers op dat Twitch de beperking waarschijnlijk niet zou handhaven, aangezien dit erg moeilijk zou zijn, en ze hadden het al enkele maanden voorafgaand aan de aankondiging niet gehandhaafd. Na de aankondiging begonnen veel spraakmakende streamers die werden beperkt door exclusiviteit, zoals Ninja en Pokimane, op andere platforms te streamen.
Op 21 september 2022 kondigde Twitch aan dat het de abonnementsinkomsten van grote streamers zou verlagen. Hoewel de meeste streamers 50% van de inkomsten uit abonnementen halen, hebben sommige grotere streamers premium abonnementsvoorwaarden, waardoor ze 70% van de abonnementsinkomsten krijgen. De nieuwe wijziging, die op 1 juni 2023 ingaat, zou betekenen dat premium streamers 70% van de eerste $ 100.000 verdiend met abonnementen zouden houden, waarna hun korting zou worden verlaagd tot 50%. De aankondiging kwam nadat Twitch een populair verzoek aan alle streamers had afgewezen om 70% abonnementsinkomsten te hebben, wat volgens velen dezelfde inkomsten zijn die YouTube al biedt. Twitch-president Dan Clancy rechtvaardigde de wijziging in een verklaring op Twitch's blog, waarin hij verklaarde dat het was gedaan om de bedrijfskosten van Twitch te dekken, waarbij hij opmerkte dat de premieverdeling van 70% meer dan een jaar eerder niet meer werd aangeboden aan nieuwe streamers, en wees op alternatieve streamer-inkomstenbronnen die zou niet worden beïnvloed door de verlagingen van de abonnementsinkomsten, zoals Prime Subs of advertentieonderbrekingen. Hoewel Clancy beweerde dat 90% van de streamers niet zou worden beïnvloed door de inkomstenvermindering, kreeg de wijziging kritiek van veel streamers, die het als schadelijk beschouwden voor de veiligheid van streamingcarrières en gunstiger voor Twitch en zijn adverteerders dan hun gebruikers met verschillende streamers die twijfel uitten over Clancy's beweringen over de hoge bedrijfskosten van Twitch, en merkten op dat Twitch al alternatieve inkomstenbronnen heeft die het verminderen van streamer-inkomsten onnodig maken. De aankondiging leidde ertoe dat sommige streamers overwogen Twitch te verlaten of boycots te organiseren. Het hoofd van concurrent YouTube Gaming, Ryan Wyatt, merkte op "de maker zou een onevenredig bedrag moeten krijgen - dit zou niet eens ter discussie moeten staan". YouTube Gaming biedt een 70/30 verdeling.
In maart 2023 werd Clancy CEO van Twitch, nadat de vorige CEO en Justin.tv mede-oprichter Emmett Shear had aangekondigd dat hij na 16 jaar bij het bedrijf zou aftreden. Zowel Shear als Clancy zijn beschreven als "meer productgericht dan makergericht". Op 20 maart kondigde Clancy aan dat Twitch 400 werknemers zou ontslaan, als onderdeel van Amazon-brede ontslagen die 9000 werknemers in het hele bedrijf zouden treffen.

## Content
Twitch is ontworpen als een platform voor content, waaronder esports- toernooien, persoonlijke streams van individuele spelers en gaming-gerelateerde talkshows. Een aantal zenders doet aan live speedrunning. De Twitch-startpagina geeft momenteel games weer op basis van kijkers. Vanaf juni 2018 waren enkele van de meest populaire games die op Twitch worden gestreamd zijn Fortnite, League of Legends, Dota 2, PlayerUnknown's Battlegrounds, Hearthstone, Overwatch en Counter-Strike: Global Offensive met in totaal meer dan 356 miljoen uur weergaven.
Twitch heeft ook uitbreidingen gemaakt naar niet-gamingcontent; zoals in juli 2013 streamde de site een uitvoering van 'Fester's Feast' van San Diego Comic-Con, en op 30 juli 2014 zond elektronische dansmuziekact Steve Aoki een liveoptreden uit vanuit een nachtclub op Ibiza. In januari 2015 introduceerde Twitch een officiële categorie voor muziekstreams, zoals radioshows en muziekproductieactiviteiten, en in maart 2015 kondigde Twitch aan dat het de nieuwe officiële livestreamingpartner zou worden van het Ultra Music Festival, een festival voor elektronische muziek in Miami.
Op 28 oktober 2015 lanceerde Twitch een tweede niet-gamingcategorie, "Creatief", die bedoeld is voor streams waarin de creatie van artistieke en creatieve werken wordt getoond. Om de lancering te promoten, streamde de dienst ook een achtdaagse marathon van Bob Ross' The Joy of Painting. In juli 2016 lanceerde Twitch "Sociaal eten" als bèta; het is geïnspireerd door het Koreaanse fenomeen mukbang en Koreaanse spelers die zich met deze oefening bezighielden als pauzes op hun gamestreams.
In maart 2017 heeft Twitch een categorie "IRL" toegevoegd, die is ontworpen voor inhoud binnen de Twitch-richtlijnen die niet binnen een van de andere vastgestelde categorieën op de site valt (zoals lifelogs). GeekWire meldde dat "hoewel gameplay nog steeds de overgrote meerderheid uitmaakt van de inhoud die via Twitch wordt uitgezonden, de categorie 'Just Chatting' een verzamelnaam die alles omvat van openhartige gesprekken tot reality-programmering de eerste plaats innam met een comfortabele marge in het algemeen in december 2019. Hoewel de categorie de afgelopen maanden in opkomst is, was dit de eerste keer dat het daadwerkelijk de nummer 1 behaalde voor een gevolgde periode op het platform".
In 2020 beschreef Thrillist Twitch als "praatradio voor extreem online ". Michael Espinosa, voor Business Insider in 2021, benadrukte dat "Twitch de ruimte voor live content domineert, met vorig jaar 17 miljard uur bekeken (volgens StreamElements), vergeleken met de 10 miljard uur van YouTube Gaming Live (volgens het bedrijf). Maar de overgrote meerderheid van de game-inhoud wordt nog steeds on-demand geconsumeerd, waar YouTube de duidelijke leider is met meer dan 100 miljard uur bekeken vorig jaar".

### Als leermiddel
Twitch wordt vaak gebruikt voor tutorials over videogames; door de aard van Twitch kunnen grote aantallen leerlingen in realtime met elkaar en de instructeur communiceren. Twitch wordt ook gebruikt voor het leren van softwareontwikkeling, met gebruikersgemeenschappen die programmeerprojecten streamen en hun werk bespreken.

### Goede doelen
Omroepen op Twitch organiseren vaak streams die reclame maken en geld inzamelen voor een goed doel. In 2013 heeft de website evenementen georganiseerd die in totaal meer US$8 miljoen aan donaties opleverden voor goede doelen, zoals Extra Life 2013. Sinds 2017 heeft Twitch meer dan $ 75 miljoen aan donaties opgehaald voor goede doelen. Het grootste liefdadigheidsevenement van Twitch is Zevent, een Frans project van Adrien Nougaret en Alexandre Dachary, met meer dan 10 miljoen dollar ingezameld voor Action Contre la Faim in oktober 2021.

### Esports
ESL-toernooien worden sinds 2009 uitgezonden op Justin.tv en later op Twitch.tv. Het platform is ook al heel lang een uitzender van de Evolution Championship Series.
Twitch is sinds 2012 de officiële uitzender van het League of Legends Wereldkampioenschap, evenals andere League of Legends-toernooien georganiseerd door Riot Games.
Het belangrijkste toernooi van Dota 2, The International, wordt sinds 2013 live gestreamd op Twitch
Het platform zendt Rocket League- toernooien uit die sinds 2016 door Psyonix worden georganiseerd De ELeague zendt sinds 2016 ook evenementen uit op Twitch
Twitch en Blizzard Entertainment tekenden in juni 2017 een tweejarige overeenkomst om van Twitch de exclusieve streaming-zender te maken van geselecteerde Blizzard esports-kampioenschappen, waarbij kijkers onder Twitch Prime speciale beloningen verdienen in verschillende Blizzard-games. Twitch bereikte in 2018 ook een deal om de streamingpartner van de Overwatch League te worden, waarbij de site ook een "All-Access Pass" aanbiedt met exclusieve content, emotes en in-game items voor Overwatch. Blizzard stapte in 2020 over naar rivaliserend platform YouTube
Fortnite Battle Royale competitions have aired on Twitch since its launch in 2017, including the E3 2018 Fortnite Pro-Am and the 2019 Fortnite World Cup.
De NBA 2K League wordt sinds de start in 2018 live gestreamd op Twitch.
Terwijl de COVID-19-pandemie motorsportcompetities over de hele wereld stopzette, lanceerden verschillende series simracecompetities met echte professionele coureurs. Sommige series hadden officiële uitzendingen op Twitch, zoals Formula One en IMSA. Veel coureurs hadden ook hun persoonlijke livestreams op Twitch, net als verschillende eNASCAR iRacing Pro Invitational Series- en INDYCAR iRacing Challenge- coureurs.

### Professionele sporten
In december 2017 kondigde de National Basketball Association aan dat het vanaf 15 december NBA G League- wedstrijden op Twitch zou streamen; de uitzendingen bevatten ook interactieve statistische overlays, evenals extra streams van de games met commentaar van Twitch-persoonlijkheden.
In april 2018 werd aangekondigd dat Twitch elf National Football League Thursday Night Football- wedstrijden van 2018 tot 2021 in simultane uitzending met Fox zou uitvoeren, als onderdeel van de hernieuwde streamingovereenkomst van de competitie met Amazon Prime Video. Tijdens het seizoen 2017 waren deze streams exclusief voor Amazon Prime-abonnees. Als onderdeel van de uitzendingen zou Twitch ook alternatieve uitzendingen aanbieden, waaronder uitzendingen gehost door Twitch-persoonlijkheden, en NFL Next Live - een interactieve uitzending gehost door Andrew Hawkins en Cari Champion. Nu Thursday Night Football voor het NFL-seizoen 2022 exclusief naar Amazon Prime Video verhuist, zal Twitch simulcasts van alle games blijven uitzenden, terwijl de site ook alternatieve uitzendingen zal uitzenden (zoals een met Dude Perfect).
In januari 2019 kondigde de professionele worstelpromotie Impact Wrestling aan dat het zijn wekelijkse show Impact! op Twitch, gelijktijdig uitgezonden met de televisie die wordt uitgezonden op het Amerikaanse kabelnetwerk Pursuit Channel (mede-eigendom van Anthem Sports & Entertainment, het moederbedrijf van de promotie).
Op 5 september 2019 kondigde de Premier Hockey Federation een driejarige overeenkomst voor uitzendrechten aan met Twitch, voor alle wedstrijden en competitie-evenementen. De deal bevatte ook een overeenkomst met de Premier Hockey Federation Players 'Association voor het delen van inkomsten met spelers, en was de eerste keer dat de NWHL ooit een rechtenvergoeding ontving. De National Women's Soccer League kondigde in maart 2020 een driejarige overeenkomst aan voor Twitch om 24 wedstrijden per seizoen te streamen in de Verenigde Staten en Canada, samen te werken aan originele content en te dienen als rechthebbende voor alle wedstrijden buiten de Verenigde Staten en Canada.
Op 20 juni 2020, als uitbreiding van Prime Video's lokale rechten op de competitie, een plan om alle resterende wedstrijden van het seizoen 2019-2020 uit te zenden (voor de hervatting van het spel vanwege de COVID-19-pandemie en wedstrijden die worden gespeeld achter gesloten deuren), en een plan om een aantal van deze wedstrijden gratis uit te zenden, werd aangekondigd dat Twitch een pakket van vier Premier League- voetbalwedstrijden in het Verenigd Koninkrijk zou streamen.
Op 16 juli 2020 kondigde de Amerikaanse radio-omroep Entercom een samenwerking aan om videosimulcasts van programma's van enkele van hun belangrijkste sportpraatstations op Twitch-kanalen te streamen. Op 22 juli 2020 lanceerde Twitch officieel een sportcategorie, waarin voornamelijk content wordt gestreamd door sportcompetities en teams op het platform.
Het voetbaltoernooi Copa América 2021 werd in Spanje uitgezonden op Twitch, in samenwerking met het mediabedrijf Kosmos van Gerard Piqué en streamer Ibai Llanos.

## Streamers en kijkers

### Streamers
Streamer Ninja behoorde tot de toppersoonlijkheden van Twitch, met meer dan 14 miljoen volgers. In augustus 2019 kondigde Ninja echter aan dat hij exclusief zou verhuizen naar een concurrent van Microsoft, Mixer. Nadat Ninja was vertrokken, waren de drie beste streamers in oktober 2019 op basis van het aantal volgers Tfue (7,01 miljoen volgers), Shroud (6,45 miljoen volgers) en TSM Myth (5,1 miljoen volgers). Twitch begon in december 2019 exclusiviteitsovereenkomsten te sluiten met spraakmakende streamers, te beginnen met DrLupo, TimTheTatman en Lirik, die op dat moment in totaal 10,36 miljoen volgers hadden. Dr. DisRespect tekende in maart 2020 een meerjarige overeenkomst In mei 2020 tekende Twitch populaire streamers Summit1g, dakotaz en JoshOG voor meerjarige exclusieve deals. Op 26 juni 2020 werd Dr DisRespect om onverklaarbare redenen verbannen van Twitch en werd zijn kanaal van de site verwijderd. Na de stopzetting van Mixer eind juli 2020, tekenden zowel Ninja als Shroud (die ook waren overgelopen naar de service) opnieuw exclusief bij Twitch.
Vanaf augustus 2022 zijn er acht streamers die meer dan 100.000 gelijktijdige abonnees hebben bereikt. Deze streamers zijn Ninja, Shroud, Ranboo, Ludwig, Casimito, Ironmouse, Gaules and Ibai. In april 2021 meldde Business Insider dat "Ahgren de afgelopen 31 dagen non-stop heeft gestreamd in een poging het record van 269.154 abonnees van gamepersoonlijkheid Tyler 'Ninja' Blevins te breken. Tegen het einde van de stream van een maand, had Ahgren meer dan 282.000 abonnees op zijn kanaal. "Op een gegeven moment tijdens zijn slaap had zijn kanaal de meeste gelijktijdige kijkers van alle kanalen op het platform". Bij analyse van het datalek van oktober 2021 meldden meerdere nieuwsuitzendingen dat de drie best verdienende makers van Twitch-content Critical Role ($9,626,712), xQc ($8,454,427), en Summit1g ($5,847,541) zijn.
In augustus 2021 verliet DrLupo Twitch voor een exclusiviteitsovereenkomst met YouTube; TimTheTatman volgde in september 2021, evenals Ludwig Ahgren in november 2021. Nathan Grayson, van The Washington Post, merkte op dat toen streamers in 2019 naar Mixer verhuisden, Twitch snel meerdere streamers op slot deed in exclusiviteitsdeals; streamers die naar Mixer verhuisden, zagen echter dat hun publiek "een duidelijke inkrimping" onderging. Het toonde aan dat veel kijkers binnen het Twitch-ecosysteem, wanneer hun favoriete grote streamers worden onthouden, gewoon andere Twitch-streamers zullen vinden om hun plaats in te nemen. Nu onderhandelt Twitch vanuit vertrouwen. Dat stelt het in staat om eerdere deals die zijn gesloten toen streamers meer invloed hadden opnieuw te evalueren". Grayson meldde dat lagere aanbiedingen van Twitch in combinatie met Twitch's hogere streaminguurvereiste ("YouTube's contracten beginnen bij 100 uur streamingtijd per maand, terwijl Twitch's beginnen bij 200") de exclusiviteitsdeals van YouTube "verleidelijk" hebben gemaakt voor sommige Twitch-streamers. Grayson schreef dat "Ryan Wyatt, hoofd van YouTube Gaming, zei dat het een grote prioriteit voor hem is om streamers een betere balans tussen werk en privéleven te bieden"; DrLupo haalde de balans tussen werk en privé aan als onderdeel van zijn beslissing om Twitch te verlaten.

### Kijkers
Begin 2010 werd gemeld dat de typische Twitch-kijker mannelijk is en tussen de 18 en 34 jaar oud is, hoewel de site ook pogingen heeft ondernomen om andere demografische categorieën na te streven, waaronder vrouwen. In 2015 had Twitch meer dan 100 miljoen kijkers per maand. In 2017 bleef Twitch de toonaangevende live streaming videodienst voor videogames in de VS. GeekWire meldde dat "terwijl het totale aandeel van Twitch op de streamingmarkt in de loop van het jaar gestaag is afgenomen, van 67,1 procent in december 2018 tot 61 procent aan het einde van 2019, betekent de gestage groei van de totale markt dat de algehele hoeveelheid bekeken inhoud op de dienst heeft niets anders gedaan dan toenemen". Het tijdschriftartikel World of Streaming. Motivatie en bevrediging op Twitch rapporteerde de resultaten van een Twitch-gebruikersenquête in 2017. Bij het rangschikken van gebruikersmotivaties voor het gebruik van Twitch, waren gebruikers gemotiveerd (in aflopende volgorde) om naar Twitch te kijken: "om vermaakt te worden", "gamingevenementen te volgen" en om "een alternatief voor televisie te hebben". Motivaties geclassificeerd als "socialisatie" en "informatie" scoorden lager dan motivaties geclassificeerd als "entertainment".
Vanaf februari 2020 had het maandelijks 3 miljoen streams en 15 miljoen dagelijkse actieve gebruikers, met gemiddeld 1,4 miljoen gelijktijdige gebruikers. Statista, een bedrijf dat gespecialiseerd is in markt- en consumentengegevens, meldde dat "vanaf mei 2020 gebruikers van tieners en twintigers goed waren voor meer dan driekwart van Twitch's actieve app-gebruikersaccounts in de Verenigde Staten. Volgens recente gegevensgebruikers van 20 jaar tot 29 jaar, goed voor 40,6 procent van het gebruikersbestand van de videostreaming-app op het Android-platform". Ze meldden ook dat de "verdeling van Twitch-gebruikers in de Verenigde Staten vanaf het tweede kwartaal van 2021" 75% mannelijk en 25% vrouwelijk was.
Met Twitch kan iedereen een live-uitzending bekijken en hoeven kijkers niet in te loggen. Gebruikers hebben ook de mogelijkheid om streamers te volgen en zich erop te abonneren (ook wel subben genoemd). Volgen is een gratis optie, vergelijkbaar met andere platforms zoals Instagram en Twitter, waar de gebruiker zijn gevolgde streamers op de voorpagina van Twitch ziet wanneer hij is aangemeld en meldingen van specifieke uitzendingen kan ontvangen. Abonneren is een manier voor gebruikers om streamers financieel te ondersteunen in ruil voor exclusieve voordelen die worden bepaald door de individuele streamer. Gebruikers die hun Twitch-account aan hun Amazon Prime-account koppelen, krijgen toegang tot Prime Gaming, inclusief één gratis Twitch-abonnement per maand dat de gebruiker kan toewijzen aan de streamer van zijn keuze. Uit de eerder genoemde academische enquête van 2017 bleek dat 31,5% van de gebruikers "geld aan Twitch besteedde"; van die gebruikers "doneerde 22,6% aan een streamer", 31,6% abonneerde zich op een streamer en 45,8% "deed beide". De meerderheid van deze gebruikers verklaarde dat de "belangrijkste motivatie is om een streamer financieel te ondersteunen". De Servicevoorwaarden van Twitch staan niet toe dat mensen onder de 13 jaar gebruik maken van haar diensten. Bovendien mogen mensen die ten minste 13 jaar oud zijn, maar onder de meerderjarigheid in hun rechtsgebied (18 jaar in de meeste rechtsgebieden) de services alleen gebruiken onder toezicht of toestemming van een ouder of andere wettelijke voogd die ermee instemt zich aan de voorwaarden te houden.

### Partner- en affiliatieprogramma's
In juli 2011 lanceerde Twitch zijn partnerprogramma, dat in augustus 2015 meer dan 11.000 leden bereikte.
Vergelijkbaar met het partnerprogramma van andere videosites zoals YouTube, stelt het partnerprogramma populaire producenten van inhoud in staat om te delen in de advertentie-inkomsten die worden gegenereerd door hun streams. Bovendien kunnen Twitch-gebruikers zich abonneren op kanalen van partnerstreamers voor $ 4,99 per maand, waarmee de gebruiker vaak toegang krijgt tot unieke emoticons, livechatrechten en andere verschillende voordelen. Twitch behoudt $ 2,49 van elk kanaalabonnement van $ 4,99, en de resterende $ 2,50 gaat rechtstreeks naar de gelieerde streamer. Hoewel er uitzonderingen werden gemaakt, eiste Twitch eerder dat potentiële partners een "gemiddeld gelijktijdig aantal kijkers van 500+" hebben, evenals een consistent streamingschema van ten minste drie dagen per week. Sinds de lancering van de functie 'Prestaties' is er echter een duidelijker 'Path to Partnership' met traceerbare doelen voor gelijktijdig aantal kijkers, duur en frequentie van streams.
In april 2017 lanceerde Twitch zijn "Affiliate-programma" waarmee kleinere kanalen ook inkomsten kunnen genereren, en kondigde ook aan dat het kanalen toegang zou geven tot abonnementsniveaus met meerdere prijzen. De deelnemers aan dit programma krijgen enkele, maar niet alle, voordelen van de Twitch-partners. Streamers kunnen profiteren van het juichen met Bits die rechtstreeks bij Twitch kunnen worden gekocht. Affiliates hebben ook toegang tot de Twitch Subscriptions-functie, met dezelfde functionaliteit waartoe Partners toegang hebben, met een maximum van vijf abonnee-emotes. In september 2019 kondigde de dienst aan dat Affiliates nu een deel van de advertentie-inkomsten zouden ontvangen.
Adverteren op de site is verzorgd door een aantal partners. In 2011 had Twitch een exclusieve deal met Future US. Op 17 april 2012 kondigde Twitch een deal aan om CBS Interactive de rechten te geven om exclusief advertenties, promoties en sponsoring voor de gemeenschap te verkopen. Op 5 juni 2013 kondigde Twitch de oprichting aan van de Twitch Media Group, een nieuw intern advertentieverkoopteam dat de rol van CBS Interactive bij het verkopen van advertenties heeft overgenomen.
Voor gebruikers die geen advertentievrije toegang hebben tot een kanaal of Twitch Turbo, worden preroll-advertenties en midroll-reclameblokken die handmatig worden geactiveerd door de streamer, weergegeven op streams. In september 2020 kondigde Twitch aan dat het geautomatiseerde midroll-advertenties op streams zou testen, die niet door de streamer kunnen worden gecontroleerd.

## Twitch in Nederland
In Nederland was er veel controverse rondom het platform, omdat kijkers ook konden doneren en volgens het televisieprogramma Kassa was dit te gemakkelijk voor kinderen.